# جراح

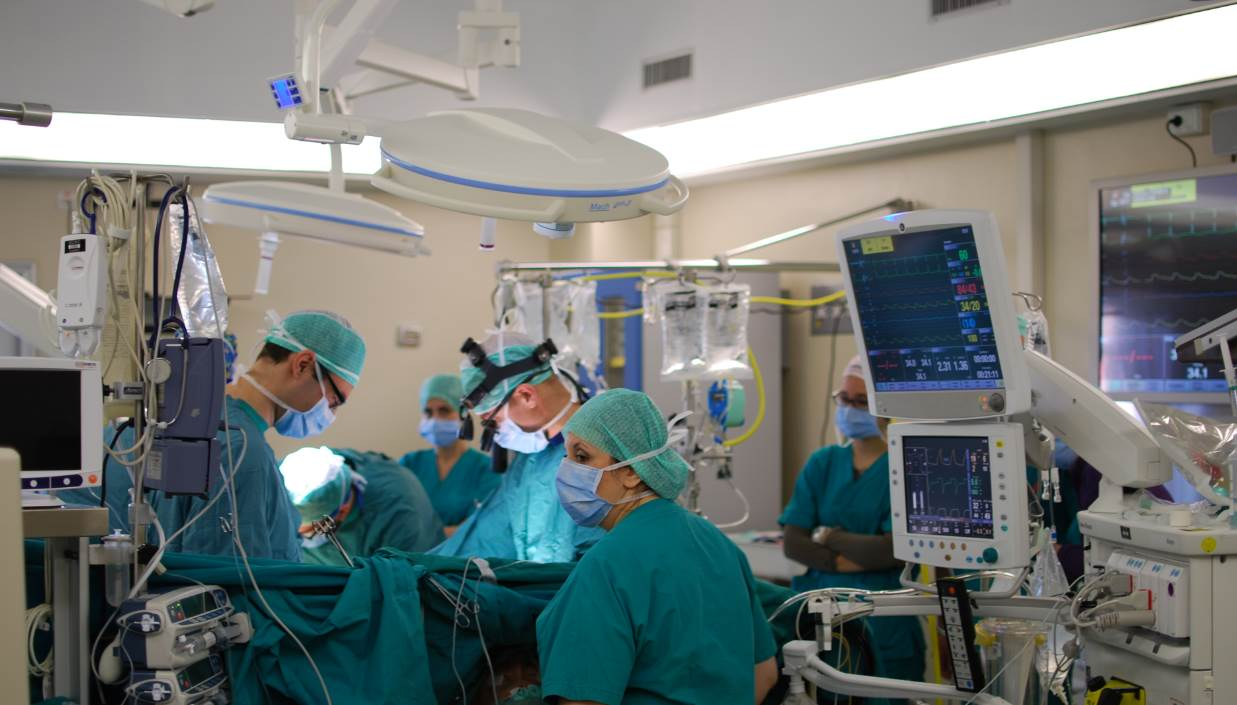
طاقم طبي يشتمل على جراحين في غرفة العمليات

في الطب، الجراح هو المتخصص في الجراحة. وتعد الجراحة فئة كبيرة من فئات العلاج الطبي الاجتياحي الذي يشتمل على قطع الجسم - سواء كان هذا الجسم خاصاً بشخص ما، أو حيوان - وذلك لسبب معين مثل استئصال نسيج مصاب أو إصلاح تمزق أو كسر. ويمكن أن يكون الجراح طبيبًا أو طبيب أسنان أو طبيب عظام أو طبيبًا بيطريًّا.
وفي الولايات المتحدة الأمريكية، يتدرب الجراحون لفترات أكبر من الأخصائيين الآخرين؛ حيث لا يكونون مؤهلين لممارسة الجراحة إلا بعد مرور 9 أعوام من التدريب. وتشتمل هذه الأعوام على 4 أعوام من الدراسة بكلية الطب وحد أدنى 5 أعوام من فترة تخصص في هذا المجال.

## معلومات تاريخية
في السجلات التاريخية الأولى، كانت الجراحة ترتبط إلى حد كبير باسم الجراحين الحلاقين الذين كانوا يعملون حلاقين يشتغلون بقص الشعر كما يستخدمون أدوات القص الخاصة بهم في إجراء العمليات الجراحية وكان ذلك في الغالب في المعارك وكذلك لصرافي الرواتب الملكيين. ومع التقدم في مجال الطب وعلم وظائف الأعضاء، تباعدت وظيفتا الجراحة وقص الشعر، كما أن الجراحين الحلاقين قد اختفوا في نهاية الأمر بحلول القرن التاسع عشر. وفي عام 1950، بدأت كلية الجراحين الملكية بإنجلترا (RCS) بلندن في عرض وضع رسمي على الجراحين عن طريق العضوية بـ "RCS". وقد أصبح لقب سيد بمثابة وسام شرف، وبعد أن يتخرج شخص ما اليوم من كلية الطب وحصوله على درجة بكالوريوس الطب "MBBS" أو بكالوريوس في الجراحة "MB ChB" (أو خلاف ذلك) في هذه الدول، فإنه يطلق عليه اسم «دكتور» حتى يكون قادرًا بعد أربعة أعوام على الأقل من التدريب على الحصول على مؤهل في الجراحة يتمثل: بصفة رسمية في زميل كلية الجراحين الملكية بالإضافة إلى عضو كلية الجراحين الملكية أو عدد من الدبلومات الأخرى، ويتم منحه شرف السماح له بالعودة لأن يطلق على نفسه لقب سيد أو سيدة، المدام أو السيدة خلال مسار حياتهم المهنية بيد أن المعنى يكون مختلفًا هذه المرة. وقد يزعم المرضى في المملكة المتحدة أن تغيير اللقب يعني الحصول على درجة استشاري (ويظن البعض خطأ أنه يطلق على الاستشاريين غير الجراحين لقب سيد أيضًا) بيد أن طول فترة التدريب الطبي في مرحلة ما بعد التخرج خارج أمريكا الشمالية للحصول على لقب سيد (إلخ) قد يستغرق أعوامًا حتى يتم الحصول على هذا المنصب: وقد اعتاد العديد من الأطباء الحصول على هذه المؤهلات في درجة كبير مسئولي البيت ويظلون على هذه الدرجة عندما يبدأون التدريب على التخصص الفرعي. ويقوم الجراحون أيضًا باستخدام التمييز بلقب سيد (إلخ) في جمهورية أيرلندا وأستراليا ونيوزيلندا وجنوب أفريقيا وبعض من دول الكومنولث الأخرى.

## التخصصات والمجالات المشتركة

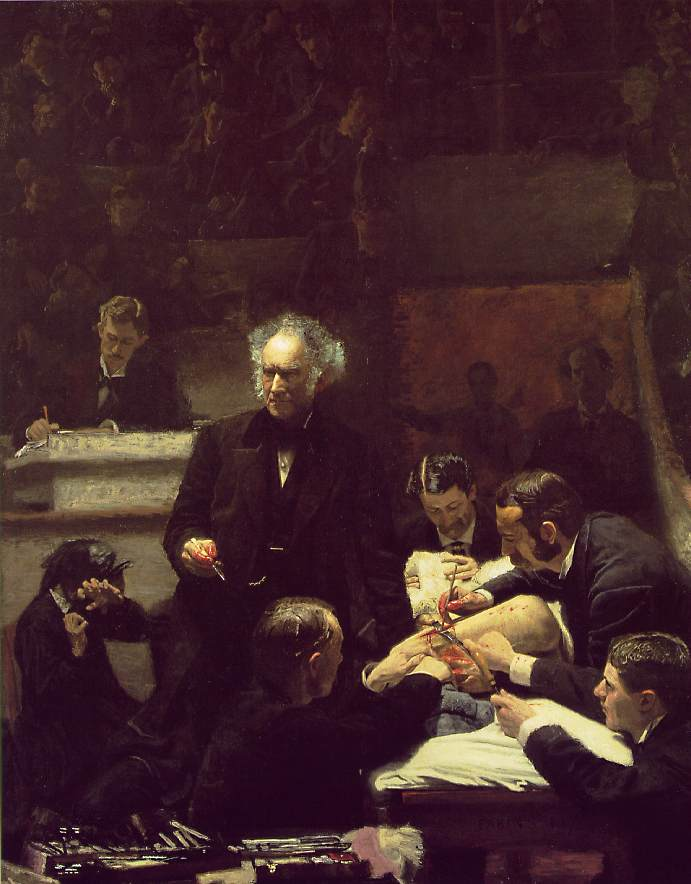
The Gross Clinic، 1875، متحف فيلادلفيا للفنون وأكاديمية بنسلفانيا للفنون الجميلة

- جراحة القلب (في الولايات المتحدة الأمريكية تعتبر جزءًا من جراحة القلب والقفص الصدري)
- جراحة القولون والمستقيم
- جراحة الأسنان
- جراحة الوجه والفكين
- جراحة زراعة الأعضاء
- جراحة الجهاز الهضمي العلوي
- جراحة الأوعية الدموية
- جراحة الأعصاب
- أمراض النساء والتوليد
- جراحة العظام
- طب العيون
- طب الأنف والأذن والحنجرة
- جراحة الأطفال
- جراحة التجميل
- جراحة العناية بالقدم
- جراحة الأورام
- جراحة الصدمات
- جراحة القفص الصدري (في الولايات المتحدة الأمريكية تعتبر جزءًا من جراحة القلب والقفص الصدري)
- علم أمراض المسالك البولية
- الجراحة البيطرية

يوجد حوالي 1200 جراح فقط متخصص في مجال زراعة الأعضاء
يمكن لبعض الأطباء ممن يكونون على درجة ممارس عام أو متخصصين في مجال طب الأسرة أو طب الطوارئ أن يجروا عمليات جراحية ذات نطاق محدود تنتمي إلى جراحة الطوارئ أو الجراحات الشائعة أو العادية. وغالبًا ما يكون التخدير مصاحبًا للجراحة ويتولى طبيب التخدير وممرضة التخدير الإشراف على هذا الجانب من الجراحة. ويعد المساعد الأول والممرضة الجراحية وأخصائي التكونولجيا الجراحية وأخصائيو قسم العمليات مدربين بشكل محترف من أجل تقديم الدعم للجراحين.

## رائد الجراحين
- أبو القاسم الزهراوي (يعتبر أبا الجراحة الحديثة،[2])
- ساسروتا (هو أول من قام بتوثيق عملية مفتوحة لـ تجميل الأنف[3])
- تشارلس كيلمان (Charles Kelman) (ابتكر عدسة الاستحلاب تقنية يتم استخدامها في جراحة إعتام عدسة العين الحديثة)
- ويليام ستيوارت هالستد (بدأ التدريب على فترة التخصص في طب الجراحة في الولايات المتحدة، ويعد رائدًا في عدة مجالات)
- ألفرد بلالوك (أول من نجح في إجراء عملية جراحة قلب مفتوح في عام 1944)
- سي ويليام ليليهي (C. Walton Lillehei) لقب «أبو جراحة القلب المفتوح في العصر الحديث»)
- كريستيان بارنارد (Christiaan Barnard) جراحة القلب، أول من قام بزراعة القلب)
- فيكتور تشانج (Victor Chang) أحد رواد زراعة القلب بأستراليا
- جوان هانتر (John Hunter) (اسكتلندي، لقب بأبي الجراحة الحديثة، أجرى المئات من عمليات التشريح، خدم كموديل لـ دكتور جيكيل.)
- سير فيكتور هورسلي (Victor Horsley)(جراحة المخ والأعصاب)
- لارس ليكسل (Lars Leksell) (جراحة المخ والأعصاب، مبتكر الجراحة بالإشعاع)
- جوزيف ليستر (Joseph Lister) (اكتشف تعفن الدم، الجراحي الذي سمي بهذا الاسم على شرفه)
- هارفي كوشينج (Harvey Cushing) أحد الرواد وكان يعتبر أبا جراحة المخ والأعصاب الحديثة)
- غولام إيه بيمان (Gholam A. Peyman) (مبتكر الليزك،[4])
- نيكولاي بيروجوف (Nikolay Pirogov) (مؤسس مجال الجراحة)
- لال ساوه (Lall Sawh) (طبيب ترينيدادي متخصص في المجرى البولي، أحد رواد جراحة زراعة الكلى ومن دعاة استخدام الفياجرا في وقت مبكر)
- فاليري شوماكوف (Valery Shumakov) (من رواد زراعة الأعضاء الاصطناعية)
- سفياتوسلاف فيدوروف (Svyatoslav Fyodorov)(منشئ بضع القرنية بالإشعاع)
- غازي يسارجيل (Gazi Yasargil) (جراح أعصابتركي، مؤسسالجراحة العصبية المجهرية)
- رين فافالورو (Rene Favaloro) أول جراح يقوم بإجراء جراحة الشريان التاجي الالتفافي)
- مايكل آر. هاريسون (Michael R. Harrison) (رائد جراحة الأجنة)
- مايكل بيباكي (Michael DeBakey) (معلم ومبتكر في مجال جراحة القلب)
- فيدل باجيه (Fidel Pagés) (رائد في تخدير فوق الجافية)

## منظمات وزمالات
- (ACFAS)
- (FACS)
- (FRACDS)
- (FRACS)
- (FRCS)
- (FRCS) (كندا)
- (FRCS) (إدنبرة)
- (FRCSI) (أيرلندا)
- (MRCS)